# 51. Primetime Emmy-gála
Az 51. Primetime Emmy-gála során az 1998 és 1999 között főműsoridőben bemutatott, amerikai televíziós programokat értékelték. A jelölteket az Academy of Television Arts & Sciences választotta ki. A Los Angeles-i Shrine Auditoriumben tartott ceremóniát a Fox tűzte műsorra 1999. szeptember 12-én. A műsor házigazdái Jenna Elfman és David Hyde Pierce voltak.

## Győztesek és jelöltek
A nyertesek félkövérrel jelölve.

### Műsorok
| Legjobb vígjátéksorozat | Legjobb drámasorozat |
| --- | --- |
| - Ally McBeal (Fox) - Szeretünk Raymond (CBS) - Frasier – A dumagép (NBC) - Jóbarátok (NBC) - Szex és New York (HBO)                                              | - Ügyvédek (ABC) - Vészhelyzet (NBC) - Esküdt ellenségek (NBC) - New York rendőrei (ABC) - Maffiózók (HBO)                                                         |
| Legjobb varieté szkeccssorozat | Legjobb különkiadás |
| - Late Show with David Letterman (CBS) - Dennis Miller Live (HBO) - Politically Incorrect (ABC) - The Tonight Show with Jay Leno (NBC) - Tracey Takes On... (HBO) | - 52. Tony-gála (CBS) - 71. Oscar-gála (ABC) - Freak (HBO) - George Carlin: You Are All Diseased (HBO) - Jerry Seinfeld: “I'm Telling You for the Last Time” (HBO) |
| Legjobb tévéfilm | Legjobb minisorozat |
| - A halál árnyékában (HBO) - Egy gyermek kálváriája (Showtime) - Dash and Lilly (A&E) - Számítóemberek (TNT) - Sztárok egy csapatban (HBO)                        | - Őfelsége kapitánya (A&E) - A '60-as évek (NBC) - Szép remények (PBS) - Szent Johanna (CBS) - A Temptations (NBC)                                                 |

### Színészek

#### Főszereplők
| Legjobb férfi főszereplő (vígjátéksorozat) | Legjobb női főszereplő (vígjátéksorozat) |
| --- | --- |
| - John Lithgow (Dr. Dick Solomon) - Űrbalekok (NBC) (Epizód: "What's Love Got to Do, Got to Do with Dick?") - Michael J. Fox (Mike Flaherty) - Kerge város (ABC) (Epizód: "Eltűnni a széllel") - Kelsey Grammer (Frasier Crane) - Frasier – A dumagép (NBC) (Epizód: "Boldog karácsonyt, Mrs. Moskowitz!") - Paul Reiser (Paul Buchman) - Megőrülök érted (NBC) (Epizód: "The Final Frontier") - Ray Romano (Ray Barone) - Szeretünk Raymond (CBS) (Epizód: "Így kezdődött") | - Helen Hunt (Jamie Buchman) - Megőrülök érted (NBC) (Epizód: "The Final Frontier") - Jenna Elfman (Dharma Montgomery) - Dharma és Greg (ABC) (Epizód: "Are You Ready for Some Football?") - Calista Flockhart (Ally McBeal) - Ally McBeal (Fox) (Epizód: "Mellékszál") - Patricia Heaton (Debra Barone) - Szeretünk Raymond (CBS) (Epizód: "Egy kis kedvesség") - Sarah Jessica Parker (Carrie Bradshaw) - Szex és New York (HBO) (Epizód: "Átmeneti hiány") |
| Legjobb férfi főszereplő (drámasorozat) | Legjobb női főszereplő (drámasorozat) |
| - Dennis Franz (Andy Sipowicz) - New York rendőrei (ABC) (Epizód: "Safe Home") - James Gandolfini (Tony Soprano) - Maffiózók (HBO) (Epizód: "A Soprano család") - Dylan McDermott (Bobby Donnell) - Ügyvédek (ABC) (Epizód: "Happily Ever After") - Jimmy Smits (Bobby Simone) - New York rendőrei (ABC) (Epizód: "Hearts and Souls") - Sam Waterston (Jack McCoy) - Esküdt ellenségek (NBC) (Epizód: "Mutatványosbódé")                                                     | - Edie Falco (Carmela Soprano) - Maffiózók (HBO) (Epizód: "Mindenki a maga iskoláját járja") - Gillian Anderson (Dr. Dana Scully) - X-akták (Fox) (Epizód: "Milagro") - Lorraine Bracco (Dr. Jennifer Melfi) - Maffiózók (HBO) (Epizód: "Érzelmek férfi módra") - Christine Lahti (Dr. Kate Austin) - Chicago Hope Kórház (CBS) (Epizód: "Karmic Relief") - Julianna Margulies (Carol Hathaway) - Vészhelyzet (NBC) (Epizód: "Egy viharos nap 2. rész")       |
| Legjobb férfi főszereplő (minisorozat, antológiasorozat vagy tévéfilm) | Legjobb női főszereplő (minisorozat, antológiasorozat vagy tévéfilm) |
| - Stanley Tucci (Walter Winchell) - Winchell (HBO) - Don Cheadle (Grant Wiggins) - A halál árnyékában (HBO) - Ian Holm (Lear király) - Lear király (PBS) - Jack Lemmon (Henry Drummond) - Majomper (Showtime) - Sam Shepard (Dashiell Hammett) - Dash and Lilly (A&E) | - Helen Mirren (Ayn Rand) - Egy filozófusnő szerelmei (Showtime) - Ann-Margret (Pamela Harriman) - A Pamela Harriman történet (Lifetime) - Stockard Channing (Rachel Luckman) - Egy gyermek kálváriája (Showtime) - Judy Davis (Lillian Hellman) - Dash and Lilly (A&E) - Leelee Sobieski (Jeanne d’Arc) - Szent Johanna (CBS) |
| Legjobb színész zenés műsorban vagy varietében | |
| - John Leguizamo) - Freak (HBO) - George Carlin) - George Carlin: You Are All Diseased (HBO) - Dennis Miller) - Dennis Miller Live (HBO) - Chris Rock) - The Chris Rock Show (HBO) - Tracey Ullman) - Tracey Takes On... (HBO) | |

#### Mellékszereplők
| Legjobb férfi mellékszereplő (vígjátéksorozat) | Legjobb női mellékszereplő (vígjátéksorozat) |
| --- | --- |
| - David Hyde Pierce (Dr. Niles Crane) - Frasier – A dumagép (NBC) (Epizódok: "Boldog karácsonyt, Mrs. Moskowitz!", "Három Valentin") - Peter Boyle (Frank Barone) - Szeretünk Raymond (CBS) (Epizódok: "Frank vezet", "Pingpong") - Peter MacNicol (John Cage) - Ally McBeal (Fox) - John Mahoney (Martin Crane) - Frasier – A dumagép (NBC) (Epizódok: "Boldog karácsonyt, Mrs. Moskowitz!", "A szüleink, mi magunk") - David Spade (Dennis Finch) - Divatalnokok (NBC) (Epizódok: "Two Girls for Every Boy", "Slow Donnie") | - Kristen Johnston (Sally Solomon) - Űrbalekok (NBC) (Epizódok: "Two-Faced Dick", "Dick the Mouth Solomon") - Lisa Kudrow (Phoebe Buffay) - Jóbarátok (NBC) (Epizódok: "A századik rész", "Mindenki rájön") - Lucy Liu (Ling Woo) - Ally McBeal (Fox) (Epizódok: "Angyalok és léghajók", "Szex, hazugság és politika") - Wendie Malick (Nina van Horn) - Divatalnokok (NBC) (Epizódok: "Two Girls for Every Boy", "Slow Donnie") - Doris Roberts (Marie Barone) - Szeretünk Raymond (CBS) (Epizódok: "A kenyérpirító", "Tisztelgés Franknek") |
| Legjobb férfi mellékszereplő (drámasorozat) | Legjobb női mellékszereplő (drámasorozat) |
| - Michael Badalucco (Jimmy Berluti) - Ügyvédek (ABC) - Benjamin Bratt (Reynaldo Curtis) - Esküdt ellenségek (NBC) - Steve Harris (Eugene Young) - Ügyvédek (ABC) - Steven Hill (Adam Schiff) - Esküdt ellenségek (NBC) - Noah Wyle (Dr. John Carter) - Vészhelyzet (NBC) | - Holland Taylor (Roberta Kittleson) - Ügyvédek (Epizód: "End Games") (ABC) - Lara Flynn Boyle (Helen Gamble) - Ügyvédek (ABC) - Kim Delaney (Diane Russell) - New York rendőrei (ABC) - Camryn Manheim (Ellenor Frutt) - Ügyvédek (ABC) - Nancy Marchand (Livia Soprano) - Maffiózók (Epizódok: "A Soprano család", "Vágyak") (HBO) |
| Legjobb férfi mellékszereplő (minisorozat, antológiasorozat vagy tévéfilm) | Legjobb női mellékszereplő (minisorozat, antológiasorozat vagy tévéfilm) |
| - Peter O'Toole (Bishop Cauchon) - Szent Johanna (CBS) - Beau Bridges (E. K. Hornbeck) - Majomper (Showtime) - Don Cheadle (Sammy Davis Jr.) - Sztárok egy csapatban (HBO) - Peter Fonda (Frank O'Connor) - Egy filozófusnő szerelmei (Showtime) - Joe Mantegna (Dean Martin) - Sztárok egy csapatban (HBO) | - Anne Bancroft (Geraldine Eileen Cummins) - Lelkem mélyén (CBS) - Jacqueline Bisset (Isabelle D'Arc) - Szent Johanna (CBS) - Olympia Dukakis (Babette) - Szent Johanna (CBS) - Bebe Neuwirth (Dorothy Parker) - Dash and Lilly (A&E) - Cicely Tyson (Tante Lou) - A halál árnyékában (HBO) - Dianne Wiest (Sarah McClellan) - The Simple Life of Noah Dearborn (CBS) |

### Rendezők
| Legjobb rendező (vígjátéksorozat) | Legjobb rendező (drámasorozat) |
| --- | --- |
| - Esti meccsek (ABC): "Pilot" – Thomas Schlamme - Ally McBeal (Fox): "Azok az ajkak, az a kéz" – Arlene Sanford - Szeretünk Raymond (CBS): "Robert bulizik" – Will Mackenzie - Jóbarátok (NBC): "Mindenki rájön" – Michael Lembeck - Will és Grace (NBC): "Pilot" – James Burrows                                    | - New York rendőrei (ABC): "Hearts and Souls" – Paris Barclay - Esküdt ellenségek (NBC): "Birodalmak" – Matthew Penn - Esküdt ellenségek/Gyilkos utcák (NBC): "Mutatványosbodé" – Edwin Sherin - Maffiózók (HBO): "A Soprano család" – David Chase |
| Legjobb rendező (varietésorozat) | Legjobb rendező (minisorozat, antológiasorozat vagy tévéfilm) |
| - 52. Tony-gála (CBS) – Paul Miller - 41. Grammy-gála (CBS) – Walter C. Miller - The Kennedy Center Honors: A Celebration of the Performing Arts (CBS) – Louis J. Horvitz - Saturday Night Live (NBC): "Házigazda: Jennifer Love Hewitt" – Beth McCarthy-Miller - The Tonight Show with Jay Leno (NBC) – Ellen Brown | - A Temptations (NBC) – Allan Arkush - Egy gyermek kálváriája (Showtime) – Jane Anderson - Dash and Lilly (A&E) – Kathy Bates - Szent Johanna (A&E) – Christian Duguay - A halál árnyékában (HBO) – Joseph Sargent                                 |

### Forgatókönyvírók
| Legjobb forgatókönyv (vígjátéksorozat) | Legjobb forgatókönyv (drámasorozat) |
| --- | --- |
| - Frasier – A dumagép (NBC): "Boldog karácsonyt, Mrs. Moskowitz!" – Jay Kogen - Ally McBeal (Fox): "Mellékszál" – David E. Kelley - Jóbarátok (NBC): "Mindenki rájön" – Alexa Junge - Divatalnokok (NBC): "Slow Donnie" – Steven Levitan - Esti meccsek (ABC): "The Apology" – Aaron Sorkin | - Maffiózók (HBO): "Mindenki a maga iskoláját járja" – James Manos Jr., David Chase - New York rendőrei (ABC): "Hearts and Souls" – Steven Bochco, David Milch, Bill Clark, Nicholas Wootton - Maffiózók (HBO): "Isabella" – Robin Green, Mitchell Burgess - Maffiózók (HBO): "Senki sem tud semmit" – Frank Renzulli - Maffiózók (HBO): "A Soprano család" – David Chase |
| Legjobb forgatókönyv (varietésorozat) | Legjobb forgatókönyv (minisorozat vagy tévéfilm) |
| - The Chris Rock Show (HBO) - Dennis Miller Live (HBO) - Late Night with Conan O'Brien (NBC) - Late Show with David Letterman (CBS) - Mr. Show with Bob and David (HBO) | - A halál árnyékában (HBO) – Ann Peacock - Egy gyermek kálváriája (Showtime) – Jane Anderson - Dash and Lilly (A&E) – Jerrold L. Ludwig - Számítóemberek (TNT) – Martyn Burke - Sztárok egy csapatban (HBO) – Kario Salem |

## In Memoriam
A gála "in memoriam" szegmense az alábbi elhunyt személyekről emlékezett meg:
- Ellen Corby
- Richard Denning
- Gary Morton
- Mary Frann
- Anthony Newley
- Mark Warren
- Norman Fell
- Dana Plato
- Noam Pitlik
- Dick O'Neill
- Sylvia Sidney
- David Strickland
- Peggy Cass
- Virginia Graham
- Dane Clark
- Ed Herlihy
- Mel Tormé
- Mario Puzo
- Bill Wendell
- John Holliman
- Rory Calhoun
- Susan Strasberg
- Allen Funt
- Joseph Cates
- Esther Rolle
- Roddy McDowall
- Gene Siskel
- Flip Wilson
- DeForest Kelley
- Gene Autry

## Fordítás
- Ez a szócikk részben vagy egészben  a(z)   51st Primetime Emmy Awards című angol Wikipédia-szócikk fordításán alapul.  Az eredeti cikk szerkesztőit annak laptörténete sorolja fel. Ez a jelzés csupán a megfogalmazás eredetét és a szerzői jogokat jelzi, nem szolgál a cikkben szereplő információk forrásmegjelöléseként.